# Synoecha dumigani
Synoecha dumigani är en fjärilsart som beskrevs av Clark 1924. Synoecha dumigani ingår i släktet Synoecha och familjen svärmare. Inga underarter finns listade i Catalogue of Life.